# Àcid hexacosanoic
L'àcid hexacosanoic (anomenat també, de forma no sistemàtica, àcid ceròtic) és un àcid carboxílic de cadena lineal amb vint-i-sis àtoms de carboni, la qual fórmula molecular és {\displaystyle {\ce {C26H52O2}}}. En bioquímica és considerat un àcid gras, i se simbolitza per C26:0.

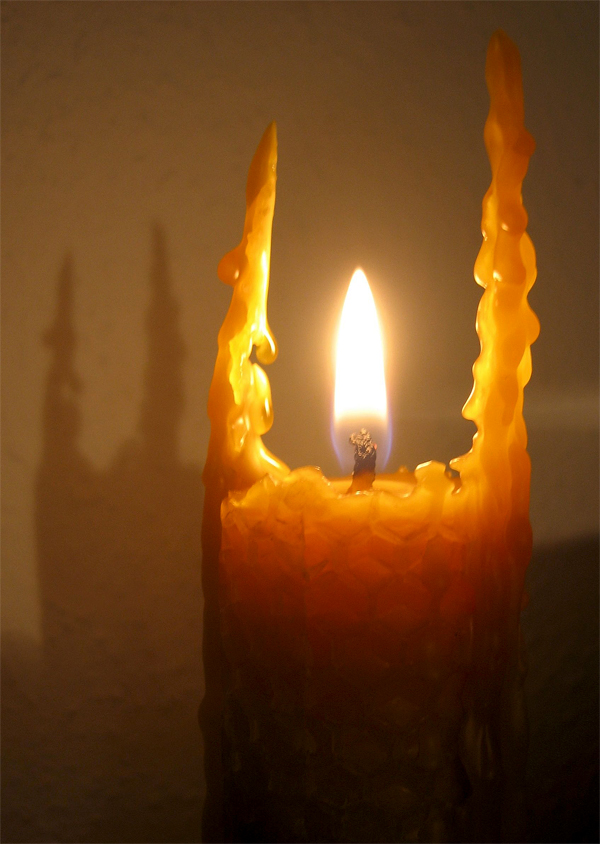
Candela de cera d'abella

L'àcid hexacosanoic és un sòlid a temperatura ambient, de cristalls incolors en forma d'agulla, que fon a 87,7–87,9 °C. La seva densitat és de 0,8196 g/cm³ entre 4 i 100 °C, i el seu índex de refracció val 1,4313 a 100 °C. És soluble en calent en acetona, cloroform i metanol.
El nom comú àcid ceròtic prové del fet que fou aïllat per primer cop el 1848 pel fisiòleg anglès Benjamin Collins Brodie (1783 – 1862) de la cera de les abelles i, després, a la cera xinesa produïda per Ceroplastes ceriferus, essent la seva proporció entre el 13 i el 16 % a la cera d'abelles. També es troba present a la cera de Carnauba, a l'oli de les llavors de Pentaclethra macrophylla en un 4,80 % i a les flors de llúpol Humulus lupulus S'empra en medicina tradicional xinesa com inhibidor de l'agregació plaquetària i s'extreu de les plantes Ericerus pela, Caragana sinica, Gynura japonica, Trichosanthes rosthornii i Trichosanthes officinale.
En els humans l'àcid hexacosanoic està relacionat amb la malaltia anomenada adrenoleucodistròfia asintomàtica amb enllaç X, que és un trastorn hereditari del metabolisme peroxisomal, caracteritzat bioquímicament per una deficient β-oxidació d'àcids grassos saturats de cadena molt llarga (l'hexacosanoic i el docosanoic). La consegüent acumulació d'aquests àcids grassos en diferents teixits i fluids biològics està associada amb una desmielinització central i perifèrica progressiva, així com amb insuficiència adrenocortical i hipogonadisme. S'han descrit set variants d'aquesta malaltia, sent la infància cerebral la més freqüent. Es tracta amb l'anomenat oli de Lorenzo.